# Claudia Rankine
Claudia Rankine (Kingston, 4 de septiembre de 1963) es una poetisa, ensayista y dramaturga jamaicana. Es miembro de la Academia de Poetas Americanos, de la que fue nombrada rectora en 2013. Su obra Ciudadana. Una lírica estadounidense, testimonio de las consecuencias individuales y colectivas del racismo, ganó importantes premios, como el Premio PEN/Open Book, el Premio PEN de Literatura, el NAACP Image Awards y el National Book Critics Circle Award de Poesía (Premio del Círculo de Críticos Nacional del Libro). Fue el primer libro en ser nominado tanto en la categoría de poesía como en la de crítica.

## Biografía
Rankine nació en Kingston, Jamaica, y a los 7 años su familia se transladó a Nueva York. Estudió en el Williams College y en la Universidad de Columbia. Su trabajo ha sido editado en muchas revistas, incluidas Harper's, GRANTA, Kenyon Review y Lana Turner Journal. Coedita con la también poeta Lisa Sewell la antología American Women Poets in the 21st Century: Where Lyric Meets Language.
Con la beca de la Academia de Poetas Americanos, el trabajo de Rankine Don't Let Me Be Lonely (2004), un proyecto experimental, ha sido aclamado por su combinación única de poesía, ensayo, lírica e imágenes de televisión. De este volumen, el poeta Robert Creeley escribió: "Claudia Rankine aquí maneja una combinación extraordinaria de medios para lograr el testimonio más articulado y conmovedor de los tiempos sombríos en los que vivimos que he visto. Es una obra maestra en todos los sentidos, y totalmente suya". 
La obra The Provenance of Beauty: A South Bronx Travelogue se estrenó en 2009 y en 2014, Graywolf Press publicó su libro de poesía Citizen: An American Lyric.
Rankine también trabaja en piezas documentales multimedia con su marido, el fotógrafo y cineasta John Lucas. Estos ensayos en vídeo se titulan Situaciones. También es profesora adjunta de Inglés y Estudios Afroamericanos en la Universidad de Yale. 
Sobre su trabajo, el poeta Mark Doty escribió: "Los poemas de Claudia Rankine investigan muchos tipos de límites: el territorio inestable entre la poesía y la prosa, entre la palabra y la imagen visual, entre lo que es ser un sujeto y las formas en que somos definidos desde afuera por el color de la piel, la economía y la cultura corporativa global. Esta poeta intrépida extiende la poesía estadounidense a nuevas y vigorosas direcciones".
Además es fundadora y comisaria del Racial Imaginary Institute, que Rankine llamó "una colaboración conmovedora con otros colectivos, espacios, artistas y organizaciones para exhibiciones de arte, lecturas, diálogos, conferencias, actuaciones y proyecciones que aborden el tema de la raza".
En 2017, Rankine colaboró con el coreógrafo e intérprete Will Rawls con el trabajo What Remains donde nos muestra la opresión y vigilancia a la que son sometidos los negros por la sociedad. Esta performance contó con los artistas y compositores Tara Aisha Willis, Jessica Pretty, Leslie Cuyjet y Jeremy Toussaint-Baptiste. El trabajo se estrenó en Bard College y se ha representado en salas norteamericanas como Danspace en Nueva York, Walker Art Center, Yale Repertory Theatre y el Museo de Arte Contemporáneo Warehouse Space de Chicago. En una entrevista con Rawls, Rankine describió cómo se manipularon el texto y el lenguaje en la presentación: "Como escritor, pasas mucho tiempo tratando de hacer que todas estas palabras comuniquen un sentimiento o una acción, y poder para deshacerme de las palabras pero aun así mantener el sentimiento fue sorprendente para mí".

### Racial Imaginary Institute
El Instituto Imaginario Racial (TRII) es un colectivo interdisciplinario que creó Rankine en 2017 con los fondos de su beca MacArthur. Está formado por un grupo de artistas y escritores que estudian la blancura y examinan la raza como una construcción. Su misión es construir "un laboratorio cultural en el que los imaginarios raciales de nuestro tiempo y lugar estén comprometidos, leídos, contrarrestados, contextualizados y desmitificados".
Rankine espera que la organización ocupe en un futuro un espacio físico en Manhattan; hasta que eso sea posible, el instituto está en movimiento. En 2017, el Museo Whitney presentó "Perspectivas sobre raza y representación: una noche con el Instituto Imaginario Racial" para abordar el debate provocado por la pintura Ataúd abierto de Dana Schutz. En el verano de 2018, TRII presentó On Whiteness, una exposición, simposio, biblioteca, residencias y espectáculos en The Kitchen en Nueva York.

## Obras

### Poesía
- Citizen: An American Lyric, Minneapolis: Graywolf Press, 2014.
- Plot, Nova Iorque: Grove Press, 2001.
- The End of the Alphabet, Nova Iorque: Grove Press, 1998.
- Nothing in Nature Is Private, Cleveland State University Press, 1994.

### Teatro
- The Provenance of Beauty: A South Bronx Travelogue, 2009.
- Don't Let Me Be Lonely: An American Lyric, Minneapolis: Graywolf Press, 2004.

### Ensayos
- The Racial Imaginary: Writers on Race in the Life of the Mind, com Beth Loffreda, Fence Book, 2014.
- American Women Poets in the 21st Century: Where Lyric Meets Language con Lisa Sewell, Wesleyan University Press, 2007.[21]

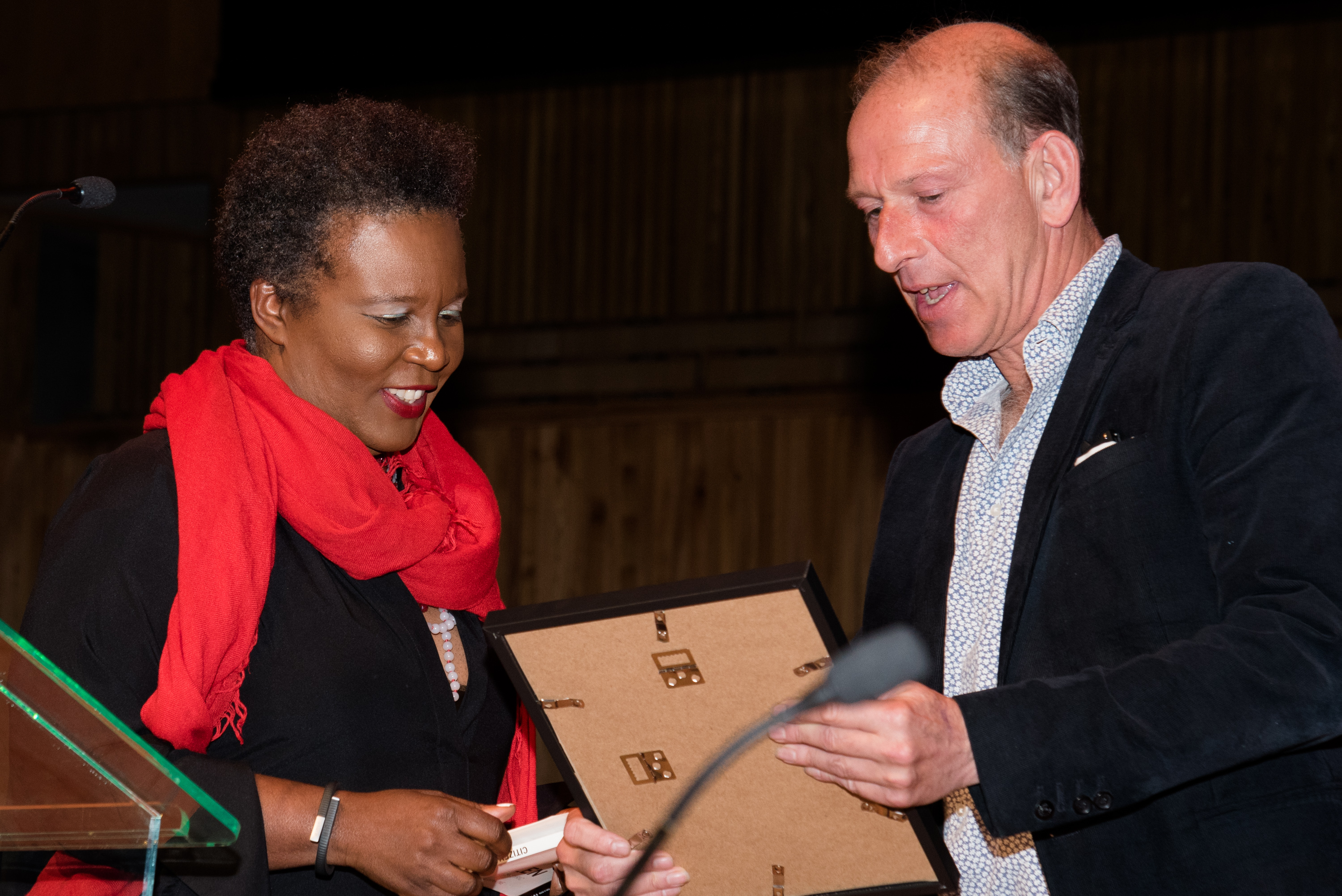
Claudia Rankine awarded Best Collection Prize

## Premios y reconocimientos
- 2005 Academy Fellowship from the Academy of American Poets for distinguished poetic achievement.[22]
- 2014 National Book Critics Circle Award (por su poesía) por Citizen: An American Lyric.[23][24]
- 2014 National Book Critics Circle Award (de la crítica) finalista por Citizen: An American Lyric.[23]
- 2014 California Book Awards Poetry Finalist por Citizen: An American Lyric.[25]
- 2014 Jackson Poetry Prize (awarded by Poets & Writers).[26]
- 2015 Premio PEN/Open Book por Citizen.[27]
- 2015 PEN Center USA de poesía por Citizen: An American Lyric.[28]
- 2015 New York Times Best seller por Citizen: An American Lyric.[29]
- 2015 Los Angeles Times Book Prize in Poetry for Citizen: An American Lyric.[30]
- 2015 NAACP Image Award for Outstanding Literary Work in Poetry for Citizen: An American Lyric.[31]
- 2015 Forward Prize por Citizen: An American Lyric.[32][33]
- 2016 MacArthur Fellowship.
- 2016 United States Artist Zell Fellowship.
- 2016 Bobbitt National Prize por Poetry for Citizen: An American Lyric.[34]
- 2017 Colgate University, Honorary Doctor of Letters, 21 de mayo de 2017.[35]
- 2017 John Simon Guggenheim Fellowship por su poesía.[36]